# Familia Trăznită
Familia Trăznită (Mézga család în maghiară) este un desen animat unguresc făcut între anii 1968 și 1978, care în România s-a difuzat pe postul Minimax.

## Personaje
- Mézga Géza
- Rezovits Paula
- Mézga Kriszta
- Mézga Aladár
- Dr. Máris Ottokár
- MZ/X
- „Hufnágel Pisti”
- Blöki
- Maffia
- Kompót

## Episoade

### Sezonul 1: 1968
| #  | Titlu (maghiară) | Titlu (română)          |
| -- | ---------------- | ----------------------- |
| 1  | A távszerviz     |                         |
| 2  | A csodabogyó     |                         |
| 3  | Memumo           |                         |
| 4  | Autó-tortúra     |                         |
| 5  | Robotdirektor    |                         |
| 6  | Im-bolygó        | Voiaj Interplanetar     |
| 7  | Agy-gyanta       |                         |
| 8  | Időkibővítő      | Reîntoarcerea în trecut |
| 9  | Akerkiter        |                         |
| 10 | Góliát-fólia     |                         |
| 11 | Láthatatlanok    |                         |
| 12 | Alfa-beat-a      |                         |
| 13 | Mag-lak          |                         |

### Sezonul 2: 1973
| #  | Titlu (maghiară) | Titlu (română) |
| -- | ---------------- | -------------- |
| 1  | Második dimenzió |                |
| 2  | Mesebolygó       |                |
| 3  | Dilibolygó       |                |
| 4  | Masinia          |                |
| 5  | Musicanta        |                |
| 6  | Krimibolygó      |                |
| 7  | Varia            |                |
| 8  | Rapidia          |                |
| 9  | Superbellum      |                |
| 10 | Őskorban         |                |
| 11 | Luxuria          |                |
| 12 | Syrének bolygója |                |
| 13 | Antivilág        |                |

### Sezonul 3: 1978
| #  | Titlu (maghiară)      | Titlu (română) |
| -- | --------------------- | -------------- |
| 1  | Vakáció!              | Vacante!       |
| 2  | Az ígéret földje      |                |
| 3  | A jég hátán           |                |
| 4  | A lakatlan sziget     |                |
| 5  | Cseberből vederbe     |                |
| 6  | Az üvegszemű kapitány |                |
| 7  | Púpos Bill hálójában  |                |
| 8  | Egymillió dollár      |                |
| 9  | Élve eltemetve        |                |
| 10 | Egy rossz húzás       |                |
| 11 | A fekete arany        |                |
| 12 | Hamis barátok         |                |
| 13 | Végre otthon!         |                |

### Sezonul 4: 2005
Din 2005 se încearcă să se facă cel de-al 4-lea sezon, dar din lipsă de fonduri, s-a reușit producerea a doar 2 episoade înainte de 2005.

## Dublajul în limba română
Dublajul a fost realizat de Zone Studio Oradea